# 1. Amatör Lig
La 1. Amatör Lig è il settimo livello del campionato turco di calcio, composto da gironi organizzati su base provinciale.